# Noidant-Chatenoy
Noidant-Chatenoy – miejscowość i gmina we Francji, w regionie Grand Est, w departamencie Górna Marna.
Według danych na rok 2010 gminę zamieszkiwało 90 osób, a gęstość zaludnienia wynosiła 17 osób/km².